# Народна самооборона (рух)
Наро́дна самооборо́на — громадянський рух в Україні, започаткований політиком Юрієм Луценком у грудні 2006 — січні 2007.

## Історія
Громадянський рух «Народна Самооборона» був утворений у січні 2007 року. Ініціатором та лідером став Юрій Луценко, на той час екс-міністр внутрішніх справ України. Невдовзі Юрій Луценко розпочав тур областями України, аби презентувати рух «НС» та розповісти про його цілі та завдання, основним з яких була і є боротьба із корупцією на всіх рівнях.
Навесні 2007 року «Народна самооборона» брала активну участь у заходах «помаранчевої опозиції» у Києві з вимогами про розпуск Верховної Ради України.
Згодом було прийнято рішення про перетворення руху на політичну партію, а саме об’єднання із політичною партією «Вперед, Україно!», члени якої були активними учасниками руху «НС». У квітні 2010 року політична партія «Вперед, Україно!» отримала свідоцтво Міністерства юстиції України про перейменування в політичну партію «Народна самооборона».